# Gare de Montrichard
La gare de Montrichard est une gare ferroviaire française de la ligne de Vierzon à Saint-Pierre-des-Corps, située sur le territoire de la commune de Montrichard, dans le département de Loir-et-Cher, en région Centre-Val de Loire.
C'est une gare de la Société nationale des chemins de fer français (SNCF) desservie par des trains TER Centre-Val de Loire qui ont pour missions entre Tours et Saint-Aignan - Noyers, Vierzon-Ville, Bourges, Nevers et Lyon-Perrache.

## Situation ferroviaire
Établie à 68 m d'altitude, la gare de Montrichard est située au point kilométrique (PK) 272,469 de la ligne de Vierzon à Saint-Pierre-des-Corps entre les gares ouvertes de Thésée et de Chissay-en-Touraine.

## Histoire
La gare est ouverte le 18 octobre 1869.

## Service des voyageurs

### Accueil
Gare SNCF, elle dispose d'un bâtiment voyageurs avec guichets ouverts tous les jours. Elle est équipée d'automates pour l'achat des titres de transports et d'une passerelle pour le passage d'un quai à l'autre.

### Desserte
Montrichard est desservie par des trains du réseau TER Centre-Val de Loire qui effectuent des missions entre Tours et Saint-Aignan - Noyers, entre Tours et Vierzon-ville, entre Tours et Bourges, entre Tours et Nevers et entre Tours et Lyon-Perrache.

### Intermodalité
Un parc à vélo et un parking pour les véhicules sont aménagés. La gare est desservie par les bus de la ligne 6 du réseau Rémi.